# カール・トンプソン
カール・トンプソン（Carl Thompson、1964年5月26日 - ）は、イングランドの元男性プロボクサー。マンチェスター出身。元WBO世界クルーザー級王者。

## 来歴
1988年6月6日、地元のフリー・トレード・ホールでプロデビューを果たし2回TKO勝ちで白星でデビューを飾った。
1989年10月31日、BBBofC中部ライトヘビー級王座決定戦でクロフォード・アシュリーと対戦し6回TKO負けで王座獲得に失敗した。
1992年6月4日、BBBofC英国クルーザー級王座決定戦でスティーブ・ラウサムと対戦し8回TKO勝ちで王座獲得に成功した。
1993年2月17日、ロンドンのヨーク・ホールでWBCインターナショナルクルーザー級王者アーサー・ウェーザースと対戦し2回KO勝ちで王座獲得に成功した。
1994年2月2日、元WBC世界クルーザー級王者でEBUヨーロッパクルーザー級王者マッシミリアーノ・デュランと対戦し8回KO勝ちで王座獲得に成功した。
1994年6月14日、アキーム・タファーと対戦し6回TKO勝ちで初防衛に成功した。
1995年6月10日、地元のマンチェスター・セントラル・コンベンション・コンプレックスでダリユシュ・ミハルチェフスキの返上で空位となったWBO世界クルーザー級王座決定戦でラルフ・ロッシジャーニと対戦。一方的に有利に進めていたが11回38秒逆転TKO負けで王座獲得に失敗した。
1997年10月4日、WBO世界クルーザー級王者ラルフ・ロッシジャーニと2年越しの再戦。12回2-1(119-109、117-111、113-115)の判定勝ちで王座獲得に成功した。
1998年4月18日、元世界2階級制覇王者クリス・ユーバンクと対戦し、4回にダウンを奪われたがその後は巻き返し12回3-0(2者が114-113、116-113)の判定勝ちで初防衛に成功した。
1998年7月18日、クリス・ユーバンクと3ヶ月ぶりに再戦。9回終了時ユーバンクの左目が塞がり、ドクターストップがかかり2度目の防衛に成功した。
1999年3月27日、ジョニー・ネルソンと対戦し5回1分42秒TKO負けで2度目の防衛に失敗し王座から陥落した。ネルソンは王座獲得後にクルーザー級最多防衛記録となる13度の防衛を果たした(後にマルコ・フックがネルソンと並ぶ最多タイ記録を作る)。
1999年12月3日、テリー・ダンスタンとBBBofC英国クルーザー級王座決定戦で対戦し最終12回2分40秒TKO勝ちで王座返り咲きに成功した。
2000年5月13日、アライン・サイモンとEBUヨーロッパクルーザー級王座決定戦で対戦し6回2分25秒TKO勝ちで王座返り咲きに成功した。
2000年9月25日、アレクセイ・イーリンと対戦し2回TKO勝ちで初防衛に成功した。
2001年2月3日、元IBF世界クルーザー級王者でIBO世界クルーザー級王者ユーライア・グラントと対戦し5回2分20秒TKO勝ちで王座獲得に成功した。
2001年11月26日、エズラ・セラーズと対戦したが、4回1分36秒KO負けで初防衛に失敗し王座から陥落した。
2004年2月6日、IBO世界クルーザー級王者セバスチャン・ロッシュマンと対戦し9回2分57秒TKO勝ちで3年ぶりの王座返り咲きに成功した。
2004年9月10日、後の世界2階級制覇王者デビッド・ヘイと対戦し5回2分53秒TKO勝ちで初防衛に成功した。
2005年11月26日、フレデリック・セラードと対戦し10回98-93の判定勝ちを最後に現役を引退した。

## 獲得タイトル
- BBBofC中部ライトヘビー級王座
- BBBofC英国クルーザー級王座
- WBCインターナショナルクルーザー級王座
- EBU欧州クルーザー級王座
- 第9代WBO世界クルーザー級王座(防衛2)
- IBO世界クルーザー級王座